# Piotr Rumiántsev
El Conde Piotr Aleksándrovich Rumiántsev-Zadunaiski (en ruso: Пётр Алекса́ндрович Румя́нцев-Задунайский; 15 de enero de 1725 - 19 de diciembre de 1796) fue uno de las más destacados generales rusos del siglo XVIII. Gobernó la Pequeña Rusia en nombre de la emperatriz Catalina la Grande desde la abolición de hetmanato cosaco en 1764 hasta la muerte de Catalina 32 años después. Los monumentos a sus victorias incluyen el obelisco de Kagul en Tsárskoye Seló (1772), el  obelisco Rumiántsev en la Isla Vasílievski (1798-1801), y una galaxia de odas de Derzhavin.

## Primeros años
Piotr era el único hijo varón del Conde Aleksandr Rumiántsev con María, la hija y heredera del Conde Andréi Matvéyev. Como su madre pasaba mucho tiempo en compañía de Pedro el Grande, ciertos rumores sugieren que el joven Rumyántsev era el hijo ilegítimo del monarca. Recibió el nombre del emperador gobernante quien fue su padrino. Fue el hermano de Praskovia Bruce, confidente de Catalina la Grande.
Piotr Aleksándrovich vio servicio militar por primera vez a las órdenes de su padre nominal en la guerra con Suecia (1741-1743). Él personalmente llevó a la emperatriz el tratado de paz de Abo, concluido por su padre en 1743. Luego obtuvo la promoción al rango de coronel.
Su primera gloria militar tiene su fecha en las grandes batallas de la Guerra de los Siete Años (1756-1763), en Gross-Jägersdorf (1757) y Kunersdorf (1759). En 1761 sitió y tomó la fortaleza pomerana de Kolberg, clarificando así el camino de los ejércitos rusos a Berlín.

## Primera guerra ruso-turca

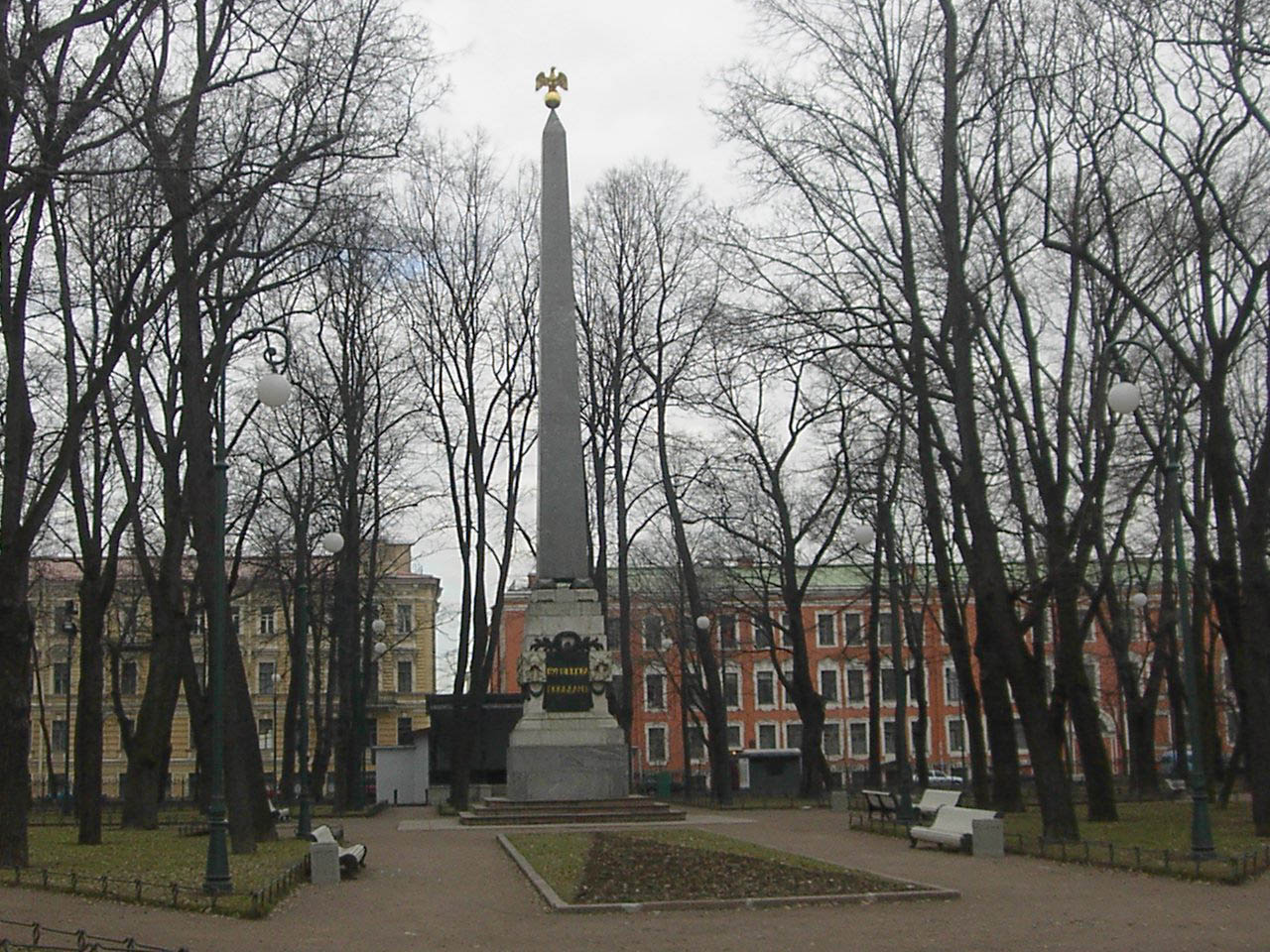
El Obelisco Rumiántsev (1799-1801) fue trasladado del Campo de Marte a la Catedral de San Andrés por Carlo Rossi en 1818.

A lo largo del reinado de Catalina la Grande, Rumiántsev sirvió como gobernador supremo de la Pequeña Rusia. En este puesto, que su padre había sostenido con gran honestidad, Rumyántsev hizo de su prioridad eliminar cualquier autonomía de los hetmanes e incorporar plenamente los recién conquistados territorios en el Imperio ruso. Algunos lo acusan de haber promovido la servidumbre en la Nueva Rusia, pero la elección de semejante política permanecía fuera de su control.
Con el estallido de la guerra ruso-turca en 1768, Rumiántsev tomó el mando del ejército enviado a la captura de Azov. Derrotó a fondo a los turcos en las batallas de Larga y Kagul, cruzó el Danubio y avanzó hacia Rumanía. Por estas victorias deslumbrantes se convirtió en Mariscal de Campo y se ganó el título de la victoria de Zadunaisky (significando "Trans-Danubiano"). Cuando sus fuerzas se aproximaron a Shumla en 1774, el nuevo Sultán Abdul Hamid I comenzó a entrar en pánico y solicitó la paz, que Rumyánstev firmó con pandereta militar en la población de Küçük Kaynarca.

## Segunda guerra ruso-turca
En ese punto, Rumiántsev indudablemente se había convertido en el comandante ruso más famoso. Otros generales de Catalina, notablemente Grigori Potiomkin, supuestamente observaron su fama con tantos celos que no le permitieron tomar el comando nuevamente. En tiempos de paz, Rumiántsev expresó su visiones innovadoras en el arte marcial en Instrucciones (1761), Costumbre del Servicio Militar (1770), y en Pensamientos (1777). Estas obras proporcionaron una base teórica para la reorganización del Ejército ruso llevada a cabo por Potiomkin.
Durante la Segunda guerra ruso-turca, Rumiántsev sospechaba que Potiomkin deliberadamente recortaba los suministros de su ejército y en ese momento presentó su renuncia al mando. En la campaña polaca de 1794 de nuevo se ganó la designación de comandante en jefe, pero su rival Aleksandr Suvórov realmente dirigió los ejércitos en batalla. En esta ocasión Rumyántsev no se molestó siquiera en abandonar su mansión ucraniana en Tashán que había reconstruido en una fortaleza. Murió ahí el 19 de diciembre de 1796, justo un mes después de la muerte de Catalina, y fue enterrado en la Pecherska Lavra en Kiev.
Según cuenta la historia, el viejo Rumiántsev-Zadunaiski engordó enormemente y se volvió avaro, de modo que fingió no reconocer a sus propios hijos cuando venían de la capital a pedir dinero. Bajo la administración de su hijo Serguéi, Tashán cayó en ruinas, aunque erigió un mausoleo cerca de Baláshija para el entierro de su padre (que nunca tuvo lugar). Ni Serguéi ni su hermano Nikolái Petróvich Rumiántsev se casaron, y la rama comital de la familia Rumiántsev se extinguió tras su muerte.

## Galería

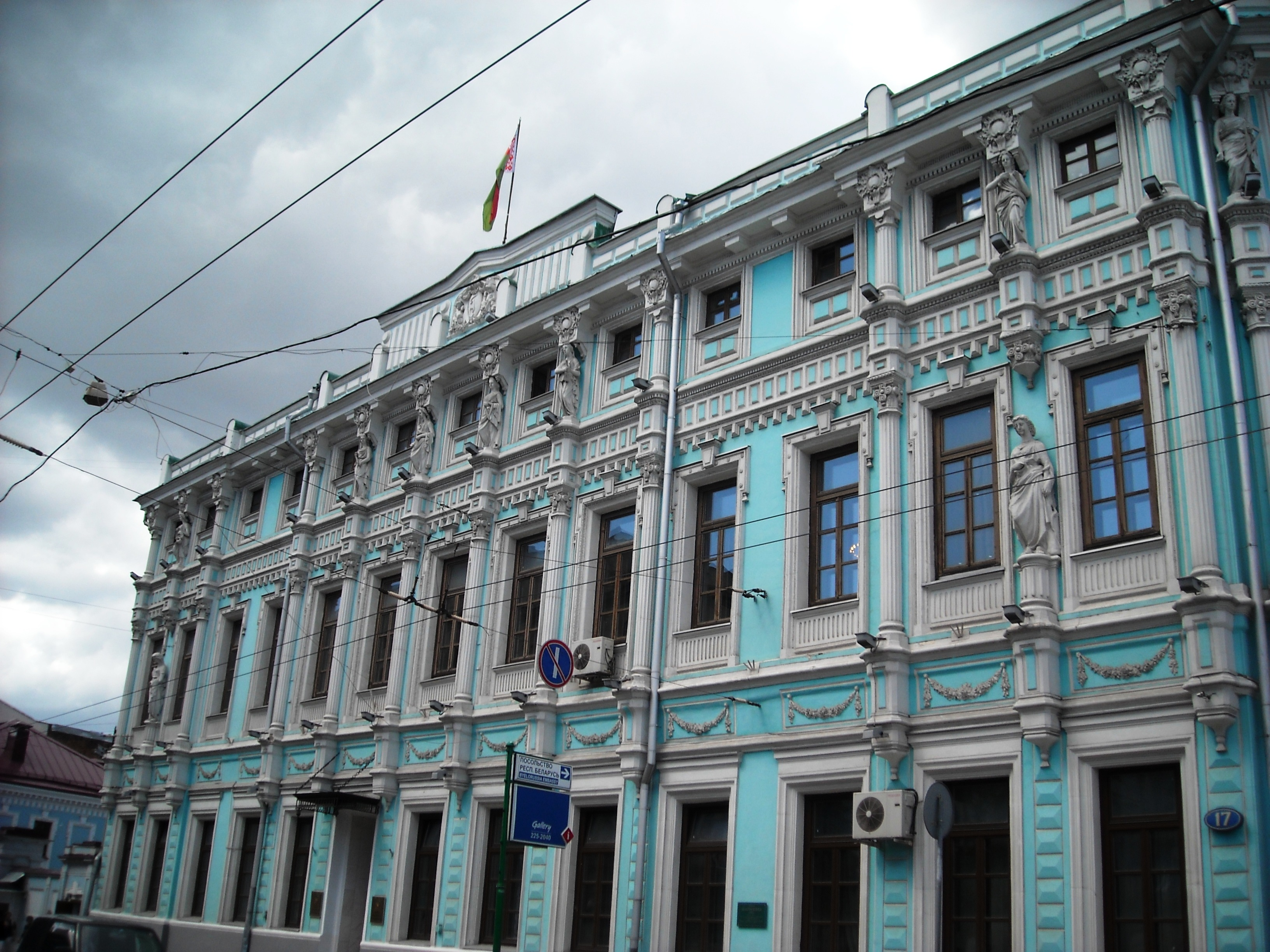
Mansión Rumiántsev Zadunaiski, construida en 1782. Algunos atribuyen su construcción al arquitecto Vasili Bazhénov y otros a Matvéi Kazakov. No hay consenso, es posible que los dos arquitectos actuaran en el proyecto.
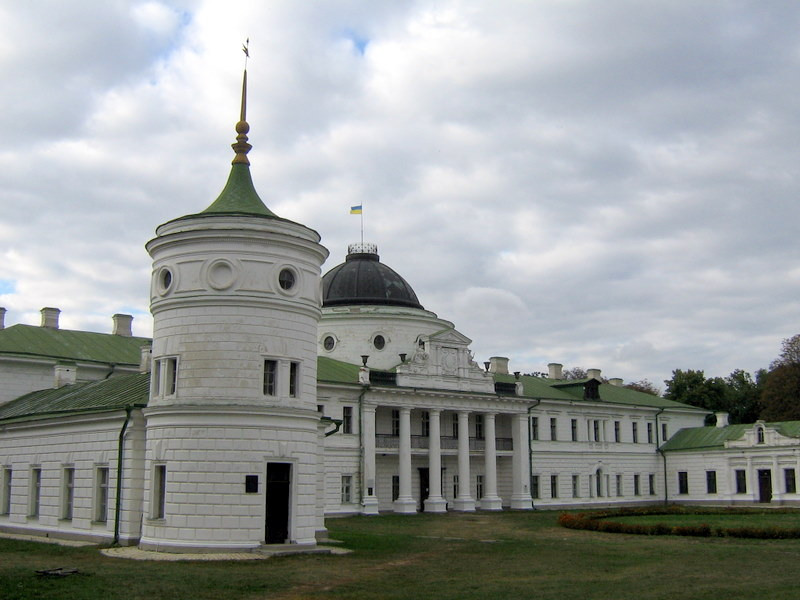
Palacio de Kachánovka, Ucrania.
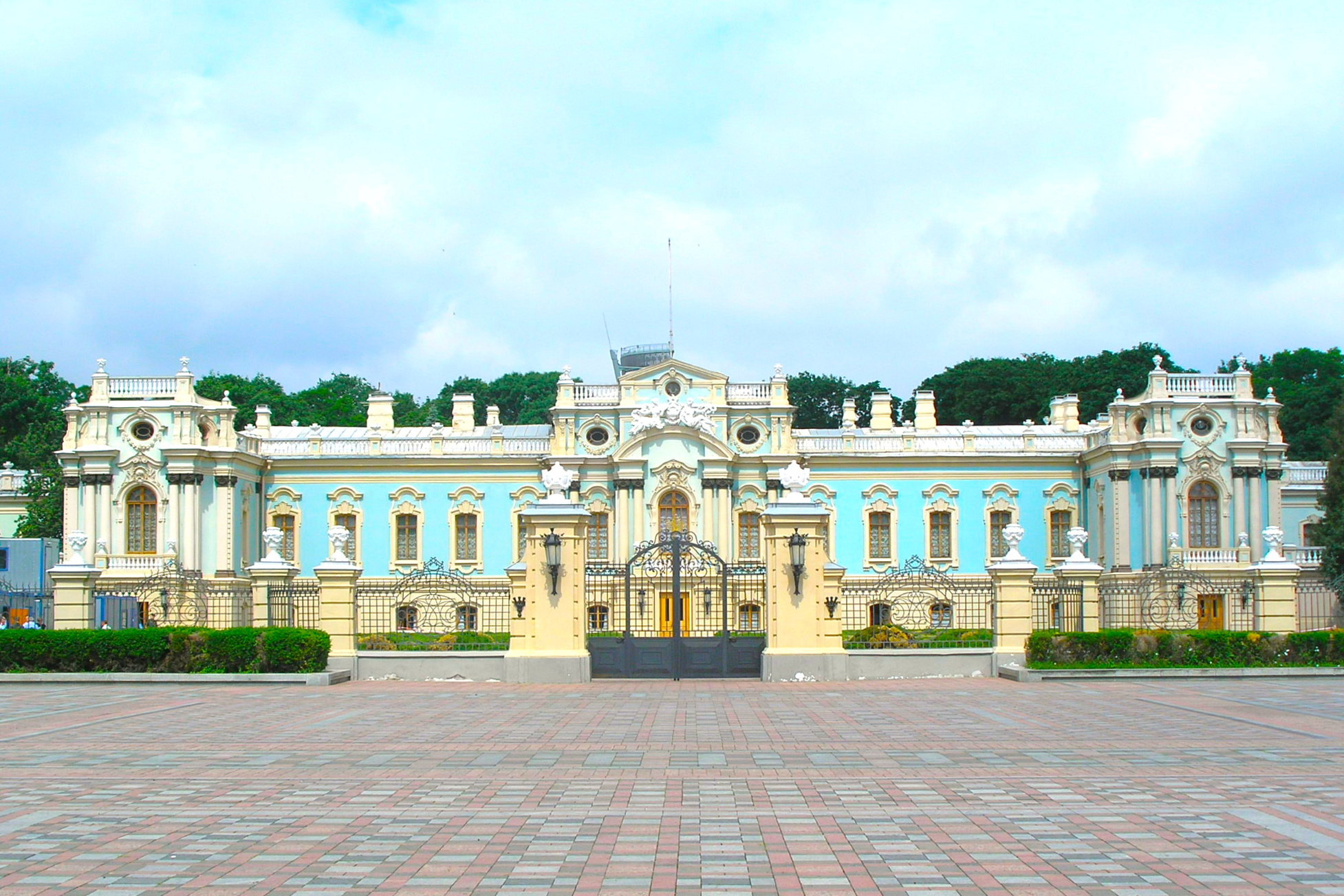
Palacio del Gobernador en Kiev.
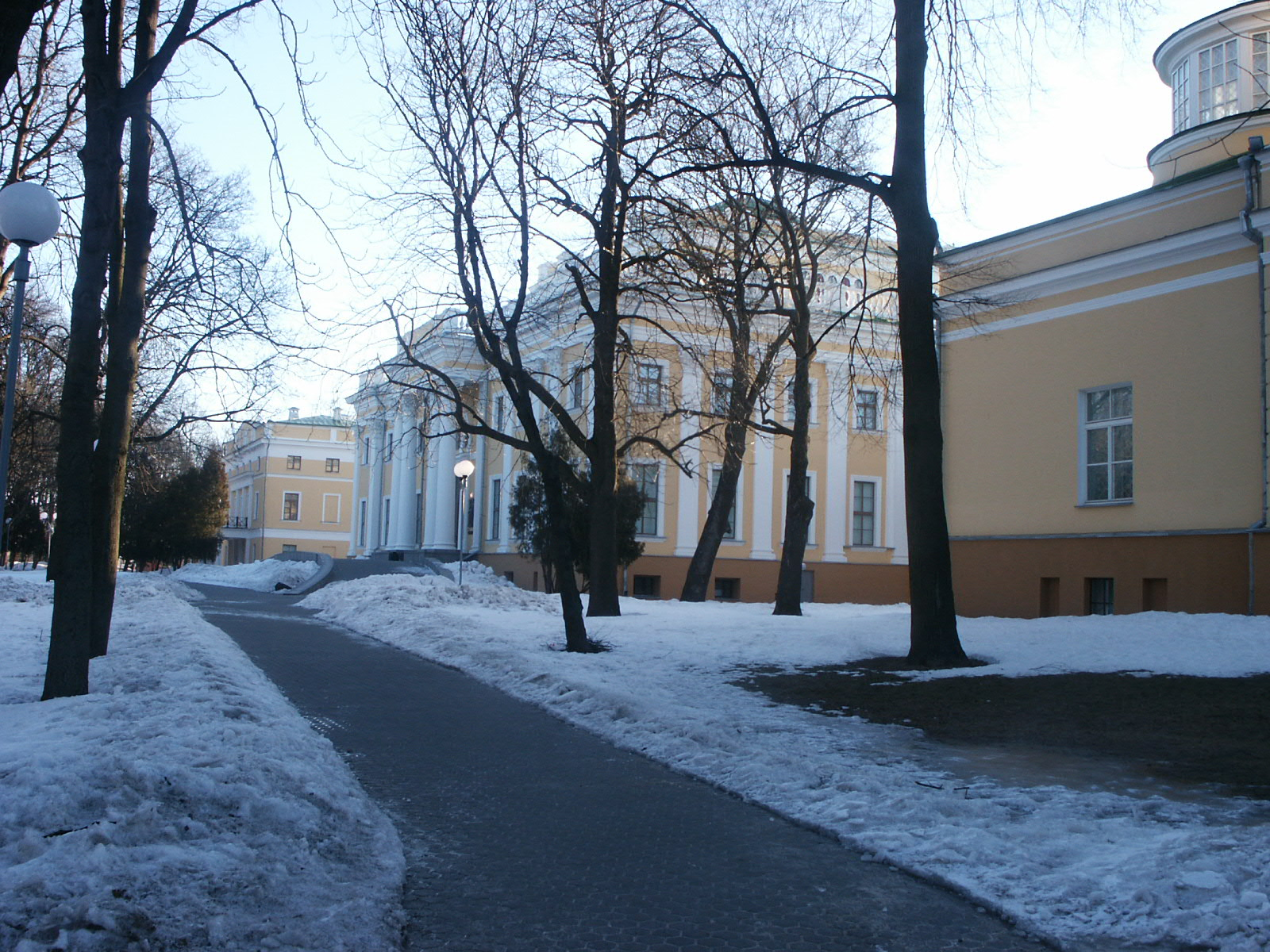
Residencia de Rumiántsev en Gómel, Bielorrusia.
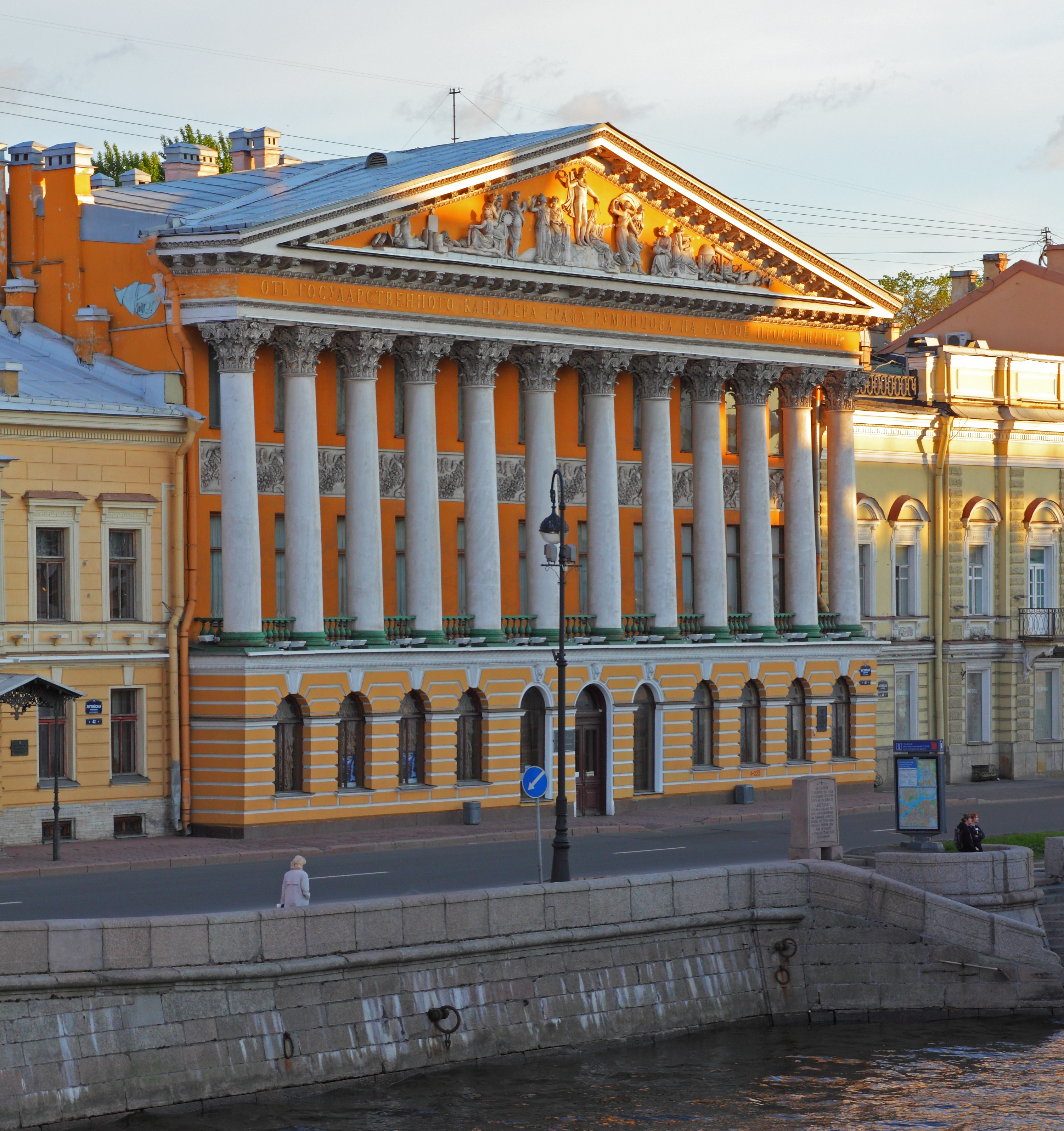
Mansión de Nikolái Rumiántsev en el Malecón Inglés, San Petersburgo.